# Hirschfeld-Eddy Stichting
De Hirschfeld-Eddy Stichting (Hirschfeld-Eddy-Stiftung) is een in juni 2007 in Berlijn, Duitsland opgerichte mensenrechtenorganisatie, gericht op het bevorderen van de mensenrechten van lesbiennes, homoseksuelen, biseksuelen en transseksuelen. Het initiatief voor de stichting kwam van het Lesben- und Schwulenverband in Deutschland (LSVD), een organisatie voor de burgerrechten van homoseksuelen in Duitsland.

## De naam
De naam van de organisatie herinnert aan twee personen die belangrijk zijn geweest voor de wereldwijde strijd voor de mensenrechten van homo's, lesbiennes, biseksuelen en transseksuelen. Deze twee personen zijn: de Duitse seksuoloog, seksuele hervormer en burgerrechtenactivist Dr. Magnus Hirschfeld (1868-1935) en lesbische mensenrechtenactiviste FannyAnn Eddy (1974-2004) uit Sierra Leone, die werd vermoord in 2004.

## Doelen en ideeën
Het doel van de stichting is het bevorderen van respect voor de mensenrechten van lesbiennes, homo's, biseksuelen en transseksuelen, het bijdragen aan de internationale mensenrechten, het voorzien, het geven van actieve steun aan mensenrechtenverdedigers en het ontmantelen van vooroordelen.